# ونژچن
ونژچن (به لاتین: Wężyczyn) یک روستا در لهستان است که در گمینا لاتوویچ واقع شده‌است.